# Prix littéraire des Caraïbes
Le Prix littéraire des Caraïbes a été créé en 1965 par l'Association des écrivains de langue française (ADELF) et est destiné à distinguer un auteur francophone issu des Antilles (Martinique, Guadeloupe, Haïti, Guyane, etc.). Il est remis à Paris tous les deux ans, généralement durant la période du Salon du Livre.

## Histoire
Au début, le prix s’appelait le « Prix littéraire France/Caraïbes » et le but était (et est jusqu’à présent) de récompenser un auteur des îles françaises de la Caraïbe, pour un livre écrit en français avec une prose élégante et une thématique qui reflète le monde fantastique de cette région particulière.

## Liste des prix décernés[2]
- 1965 : Jean Price Mars (Haïti), pour l'ensemble de son œuvre.
- 1967 : Raphaël Tardon (Martinique), décerné à titre posthume pour l'ensemble de son œuvre
- 1969 : Léon-Gontran Damas (Guyane) pour l'ensemble de son œuvre
- 1971 : Marie-Magdeleine Carbet (Martinique), Roses de ta grâce
- 1973 : Jean Fouchard (Haïti), pour Les marrons de la liberté, Deschamps éd.
- 1975 : Jean-Louis Baghio'o (Guadeloupe), Le flamboyant à fleurs bleues, Calmann-Lévy éd.
- 1977 : Liliane Dévieux-Dehoux (Haïti), pour L'amour oui, la mort non. Naaman.
- 1979 : Xavier Orville (Martinique), pour Délice et le fromager. Grasset
- 1981 : Bertène Juminer (Guyane), pour Les héritiers de la presqu'île, Présence Africaine
- 1983 : Alain Rapon (d)  (Martinique), pour La présence de l'absent, Présence Africaine
- 1985 : Roland Brival (Martinique), pour Les tambours de Gao, J.C. Lattès
- 1987 : Daniel Maximin (Guadeloupe), pour La soufrière, Seuil éd.
- 1989 : Raphaël Confiant (Martinique), pour Le nègre et l'amiral, Grasset éd.
- 1991 : Micheline Hermine (d)  (Guyane), pour Les Iguanes du temps, Éditions Caribéennes
- 1993 : Ernest Pépin (Guadeloupe), Homme au bâton, Gallimard éd.
- 1995 : Nelly Schmidt pour Victor Schœlcher et l'abolition de l'esclavage, Fayard éd..
- 1997 : Marie-Reine de Jaham (Martinique), L'Or des îsles (trilogie), Laffont éd..
- 1999 : Mona Guérin (Haïti), Mi-figue, mi raisin, l'Harmattan éd..
- 2001 : Oruno Denis Lara (en) (Guadeloupe), pour La naissance du Panafricanisme. Les racines caraïbes, américaines et africaines du mouvement au XIXème siècle, Maisonneuve et Larose éd..
- 2003 : Josaphat-Robert Large (Haïti), Les terres entourées de larmes (trilogie), Éditions L'Harmattan.
- 2005 : Keed J. Kendall (d)  (Martinique), De la rivière à la scène, Éditions L'Harmattan.
- 2007 : Gary Victor (Haïti), pour Les cloches de la Brésilienne, Éditions Vents d'ailleurs[3].
- 2009 : Emmelie Prophète (Haïti), pour Le Testament des Solitudes, Éditions Mémoire d'encrier et Axel May (Guyane)[4], pour Guyane française, l'or de la honte, Éditions Calmann-Lévy.
- 2011 : Emmanuel Goujon (d)  (Martinique), L'Imperméable, Éditions Vents d'Ailleurs.
- 2013 : Yanick Lahens (Haïti), pour Guillaume et Nathalie, Éditions Sabine Wespieser.
- 2015 : Makenzy Orcel (Haïti), pour l’Ombre animale, Éditions Zulma.
- 2017 : James Noël (Haïti), pour Belle merveille, Éditions Zulma et Simone Schwarz-Bart (Guadeloupe) pour l’ensemble de son œuvre.

## Sources
1. ↑  « L’Association – ADELF – L’Association des Écrivains de Langue Française » (consulté le 26 février 2024)
2. ↑  « Association des écrivains de langue française », sur La Tribune des Antilles, 22 juin 2009 (consulté le 26 février 2024)
3. ↑  « Le Prix Littéraire des Caraïbes à Gary Victor », sur lenouvelliste.com (consulté le 15 juillet 2025)
4. ↑  « Emmelie Prophète: Grand Prix littéraire Caraïbe de l\'ADELF 2009 », sur lenouvelliste.com (consulté le 15 juillet 2025)

« Historique du Prix Caraïbes », sur Association des écrivains de langue française (consulté le 19 septembre 2023).